# Baptria fennica
Baptria fennica är en fjärilsart som beskrevs av Lankiala 1937. Baptria fennica ingår i släktet Baptria och familjen mätare. Inga underarter finns listade i Catalogue of Life.